# Kurt Ahrens Jr.

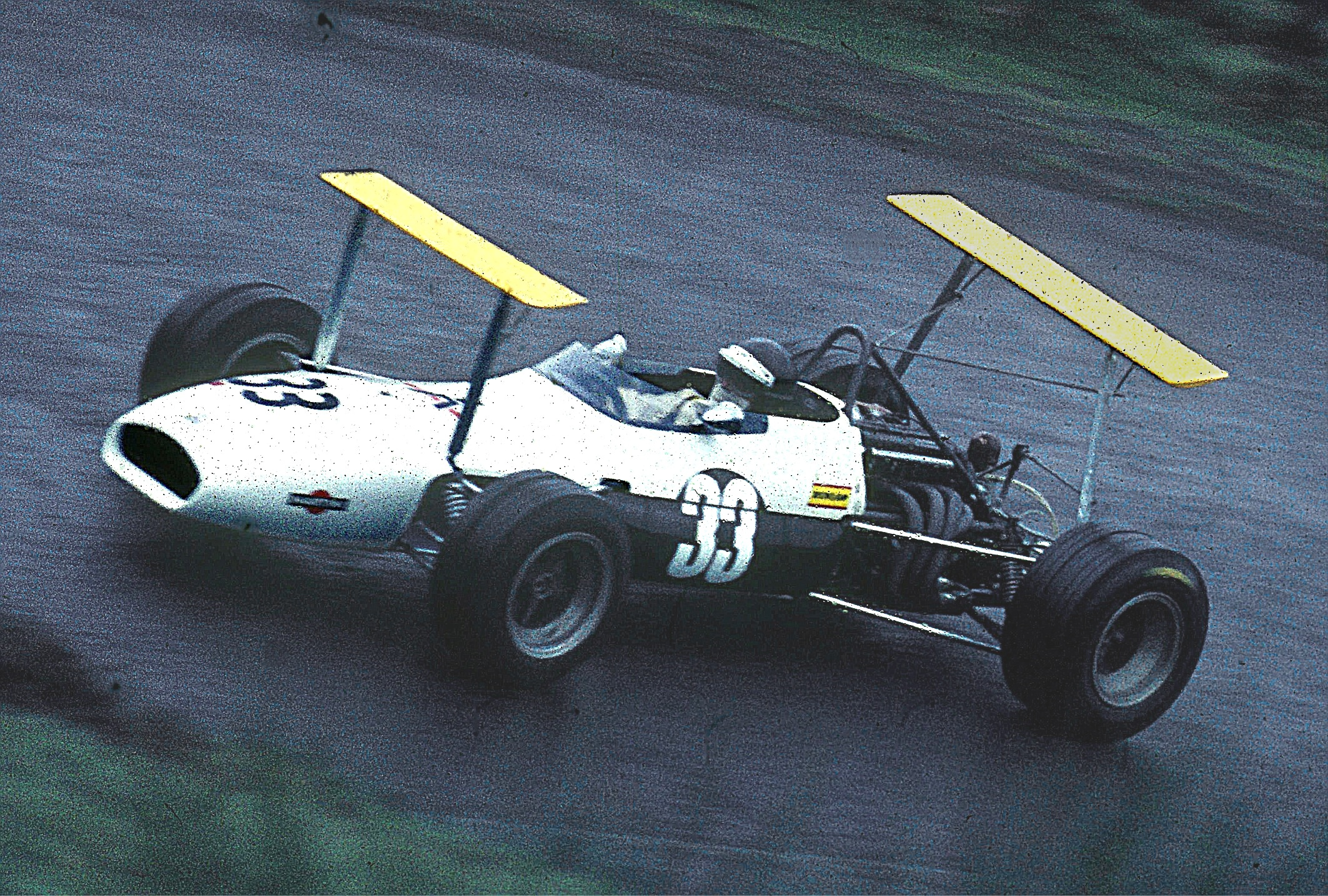
Kurt Ahrens Jr. conduint un Brabham el 1969

 Kurt Ahrens Jr.  va ser un pilot de curses automobilístiques alemany que va arribar a disputar curses de Fórmula 1.
Va néixer el 19 d'abril del 1940 a Braunschweig, Alemanya.

## A la F1
Kurt Ahrens Jr. va debutar a la setena cursa de la temporada 1967 (la divuitena temporada de la història) del campionat del món de la Fórmula 1, disputant el 6 d'agost del 1967 el GP d'Alemanya al circuit de Nürburgring.
Va participar en un total de tres curses puntuables pel campionat de la F1, disputades en tres temporades consecutives (1967-1969) aconseguint una setena posició com a millor classificació en una cursa i no aconseguint cap punt pel campionat del món de pilots.

## Resultats a la Fórmula 1
| Any  | Equip                  | Xassís       | Motor    | 1   | 2   | 3   | 4   | 5   | 6   | 7       | 8      | 9   | 10  | 11  | 12  | Posició | Punts |
| ---- | ---------------------- | ------------ | -------- | --- | --- | --- | --- | --- | --- | ------- | ------ | --- | --- | --- | --- | ------- | ----- |
| 1967 | Ron Harris Racing Team | Protos (F2)  | Cosworth | SUD | MON | HOL | BEL | FRA | GBR | ALE Ret | CAN    | ITA | USA | MEX |     | -       | 0     |
| 1968 | Caltex Racing Team     | Brabham      | Repco    | SUD | ESP | MON | HOL | BEL | FRA | GBR     | ALE 12 | ITA | CAN | USA | MEX | -       | 0     |
| 1969 | Ahrens Racing Team     | Brabham (F2) | Cosworth | SUD | ESP | MON | HOL | FRA | GBR | ALE 7   | CAN    | ITA | USA | MEX |     | -       | 0     |

### Resum
| Curses: | Victòries: | Pòdiums: | Poles: | Voltes ràpides: | Punts: |
| ------- | ---------- | -------- | ------ | --------------- | ------ |
| 3       | 0          | 0        | 0      | 0               | 0      |